# Qualificazioni all'UEFA Futsal Championship 2007

## Prequalificazioni
Dodici formazioni hanno partecipato a tre raggruppamenti di prequalificazione, questi hanno designato Kazakhstan, Romania e Turchia come vincitrici, il quarto e il quinto posto sono andati a Cipro e Finlandia come migliori seconde classificate.
La Turchia, poi finita nel girone di qualificazione dell'Italia, si è qualificata solo grazie alla differenza reti (+6 rispetto al +5 della Finlandia) dopo che nel girone le due squadre erano terminate appaiate a 7 punti, con un pareggio nello scontro diretto. Più agevoli le qualificazioni della Romania (24 reti in tre gare) e Kazakhstan (23).
La seguente tabella riassume tutti gli incontri delle prequalificazioni; in azzurro sono segnalate le squadre che accedono alle qualificazioni.
| 18 gennaio | Albania | 3 |
| 18 gennaio | Turchia | 6 |

| 18 gennaio | Finlandia | 5 |
| 18 gennaio | Armenia   | 3 |

| 19 gennaio | Armenia | 5 |
| 19 gennaio | Albania | 3 |

| 19 gennaio | Finlandia | 5 |
| 19 gennaio | Turchia   | 5 |

| 21 gennaio | Turchia | 5 |
| 21 gennaio | Armenia | 2 |

| 21 gennaio | Finlandia | 2 |
| 21 gennaio | Albania   | 5 |

| Pos. | Paese     | P.ti | V | P | S | GF | GS | DR |
| ---- | --------- | ---- | - | - | - | -- | -- | -- |
| 1    | Turchia   | 7    | 2 | 1 | 0 | 16 | 10 | +6 |
| 2    | Finlandia | 7    | 2 | 1 | 0 | 15 | 10 | +5 |
| 3    | Armenia   | 3    | 1 | 0 | 2 | 10 | 13 | +3 |
| 4    | Albania   | 0    | 0 | 0 | 3 | 8  | 16 | -8 |

| 18 gennaio | Lettonia | 2 |
| 18 gennaio | Bulgaria | 0 |

| 18 gennaio | Romania     | 9 |
| 18 gennaio | Inghilterra | 2 |

| 19 gennaio | Inghilterra | 1 |
| 19 gennaio | Lettonia    | 5 |

| 19 gennaio | Romania  | 8 |
| 19 gennaio | Bulgaria | 3 |

| 21 gennaio | Bulgaria    | 9 |
| 21 gennaio | Inghilterra | 4 |

| 21 gennaio | Lettonia | 1 |
| 21 gennaio | Romania  | 7 |

| Pos. | Paese       | P.ti | V | P | S | GF | GS | DR  |
| ---- | ----------- | ---- | - | - | - | -- | -- | --- |
| 1    | Romania     | 9    | 3 | 0 | 0 | 24 | 6  | +18 |
| 2    | Lettonia    | 6    | 2 | 0 | 1 | 8  | 8  | +0  |
| 3    | Bulgaria    | 3    | 1 | 0 | 2 | 12 | 14 | -2  |
| 4    | Inghilterra | 0    | 0 | 0 | 3 | 7  | 23 | -16 |

| 20 agosto | Georgia    | 1 |
| 20 agosto | Kazakistan | 4 |

| 20 agosto | Malta | 1 |
| 20 agosto | Cipro | 7 |

| 22 agosto | Cipro   | 4 |
| 22 agosto | Georgia | 1 |

| 22 agosto | Malta      | 0  |
| 22 agosto | Kazakistan | 13 |

| 24 agosto | Kazakistan | 6 |
| 24 agosto | Cipro      | 3 |

| 24 agosto | Georgia | 5 |
| 24 agosto | Malta   | 2 |

| Pos. | Paese      | P.ti | V | P | S | GF | GS | DR  |
| ---- | ---------- | ---- | - | - | - | -- | -- | --- |
| 1    | Kazakistan | 9    | 3 | 0 | 0 | 23 | 4  | +19 |
| 2    | Cipro      | 6    | 2 | 0 | 1 | 14 | 8  | +6  |
| 3    | Georgia    | 3    | 1 | 0 | 2 | 7  | 10 | -3  |
| 4    | Malta      | 0    | 0 | 0 | 3 | 3  | 25 | -22 |

## Gironi di qualificazione

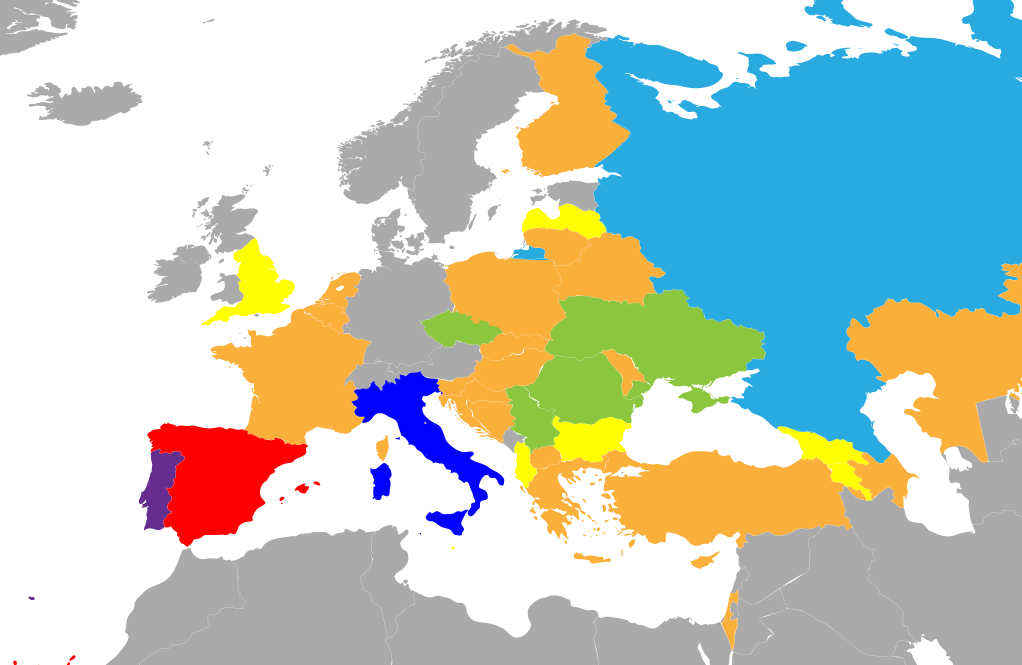
Partecipanti agli Europei 2007 di calcio a 5

Nei gironi di qualificazione le formazioni sotto i riflettori non steccano: l'Italia liquida Bielorussia, Francia e Turchia subendo appena quattro reti in tre gare. La Russia fa di meglio lasciando a zero Ungheria e Grecia, l'Ucraina ha facilmente la meglio su Slovacchia e Israele, La Repubblica Ceca elimina Croazia e Kazakhstan. La Spagna detentrice del trofeo compie un ruolino di marcia quasi immacolato, segnando 22 reti e subendone appena due, da Macedonia e Cipro.
Le sorprese vengono inizialmente dal Girone D dove in un raggruppamento combattuto la Serbia si qualifica con 7 punti ai danni dell'Azerbiaigian ma soprattutto dei padroni di casa olandesi. Nel Girone G invece, la Slovenia padrona di casa, il Belgio favorito e la Romania proveniente dalle prequalificazioni terminano tutte a sei punti, è la classifica avulsa a determinare la qualificazione dei romeni, prima squadra in assoluto a qualificarsi provenendo dai gironi preliminari.
In grassetto le nazioni ospitanti

### Gruppo A
|             | Risultato |             | Città e data                 |
| ----------- | --------- | ----------- | ---------------------------- |
| Bielorussia | 3 - 1     | Turchia     | Martina Franca , 23 febbraio |
| Italia      | 12 - 1    | Francia     | Martina Franca , 23 febbraio |
| Francia     | 1 - 5     | Bielorussia | Martina Franca , 24 febbraio |
| Italia      | 8 - 2     | Turchia     | Martina Franca , 24 febbraio |
| Turchia     | 4 - 6     | Francia     | Martina Franca , 26 febbraio |
| Bielorussia | 1 - 6     | Italia      | Martina Franca , 26 febbraio |

| Classifica finale | Pt | G | V | N | P | GF | GS | DR  |
| ----------------- | -- | - | - | - | - | -- | -- | --- |
| Italia            | 9  | 3 | 3 | 0 | 0 | 26 | 4  | +22 |
| Bielorussia       | 6  | 3 | 2 | 0 | 1 | 9  | 8  | +1  |
| Francia           | 3  | 3 | 1 | 0 | 2 | 8  | 21 | -13 |
| Turchia           | 0  | 3 | 0 | 0 | 3 | 7  | 17 | -10 |

### Gruppo B
|            | Risultato |            | Città e data                   |
| ---------- | --------- | ---------- | ------------------------------ |
| Ucraina    | 3 - 0     | Israele    | Andorra La Vella , 26 febbraio |
| Andorra    | 2 - 6     | Slovacchia | Andorra La Vella , 26 febbraio |
| Slovacchia | 2 - 7     | Ucraina    | Andorra La Vella , 27 febbraio |
| Andorra    | 3 - 4     | Israele    | Andorra La Vella , 27 febbraio |
| Israele    | 2 - 6     | Slovacchia | Andorra La Vella , 1º marzo    |
| Ucraina    | 9 - 2     | Andorra    | Andorra La Vella , 1º marzo    |

| Classifica finale | Pt | G | V | N | P | GF | GS | DR  |
| ----------------- | -- | - | - | - | - | -- | -- | --- |
| Ucraina           | 9  | 3 | 3 | 0 | 0 | 19 | 4  | +15 |
| Slovacchia        | 6  | 3 | 2 | 0 | 1 | 14 | 11 | +3  |
| Israele           | 3  | 3 | 1 | 0 | 2 | 6  | 12 | -6  |
| Andorra           | 0  | 3 | 0 | 0 | 3 | 7  | 19 | -12 |

### Gruppo C
|                    | Risultato |                    | Città e data        |
| ------------------ | --------- | ------------------ | ------------------- |
| Polonia            | 8 - 0     | Cipro              | Pinto , 22 febbraio |
| Spagna             | 6 - 1     | Macedonia del Nord | Pinto , 22 febbraio |
| Macedonia del Nord | 1 - 2     | Polonia            | Pinto , 23 febbraio |
| Spagna             | 11 - 1    | Cipro              | Pinto , 23 febbraio |
| Cipro              | 2 - 3     | Macedonia del Nord | Pinto , 25 febbraio |
| Polonia            | 0 - 5     | Spagna             | Pinto , 25 febbraio |

| Classifica finale  | Pt | G | V | N | P | GF | GS | DR  |
| ------------------ | -- | - | - | - | - | -- | -- | --- |
| Spagna             | 9  | 3 | 3 | 0 | 0 | 22 | 2  | +20 |
| Polonia            | 6  | 3 | 2 | 0 | 1 | 10 | 6  | +4  |
| Macedonia del Nord | 3  | 3 | 1 | 0 | 2 | 5  | 10 | -5  |
| Cipro              | 0  | 3 | 0 | 0 | 3 | 3  | 22 | -19 |

### Gruppo D
|             | Risultato |             | Città e data                 |
| ----------- | --------- | ----------- | ---------------------------- |
| Serbia      | 6 - 0     | Finlandia   | Sittard-Geleen , 22 febbraio |
| Paesi Bassi | 4 - 4     | Azerbaigian | Sittard-Geleen , 22 febbraio |
| Azerbaigian | 5 - 5     | Serbia      | Sittard-Geleen , 23 febbraio |
| Paesi Bassi | 2 - 1     | Finlandia   | Sittard-Geleen , 23 febbraio |
| Finlandia   | 3 - 8     | Azerbaigian | Sittard-Geleen , 25 febbraio |
| Serbia      | 6 - 0     | Paesi Bassi | Sittard-Geleen , 25 febbraio |

| Classifica finale | Pt | G | V | N | P | GF | GS | DR  |
| ----------------- | -- | - | - | - | - | -- | -- | --- |
| Serbia            | 7  | 3 | 2 | 1 | 0 | 17 | 5  | +12 |
| Azerbaigian       | 5  | 3 | 1 | 2 | 0 | 17 | 12 | +5  |
| Paesi Bassi       | 4  | 3 | 1 | 1 | 1 | 6  | 11 | -5  |
| Finlandia         | 0  | 3 | 0 | 0 | 3 | 4  | 16 | -12 |

### Gruppo E
|                      | Risultato |                      | Città e data          |
| -------------------- | --------- | -------------------- | --------------------- |
| Rep. Ceca            | 6 - 4     | Kazakistan           | Spalato , 22 febbraio |
| Croazia              | 4 - 2     | Bosnia ed Erzegovina | Spalato , 22 febbraio |
| Bosnia ed Erzegovina | 2 - 4     | Rep. Ceca            | Spalato , 23 febbraio |
| Croazia              | 5 - 1     | Kazakistan           | Spalato , 23 febbraio |
| Kazakistan           | 8 - 5     | Bosnia ed Erzegovina | Spalato , 25 febbraio |
| Rep. Ceca            | 5 - 1     | Croazia              | Spalato , 25 febbraio |

| Classifica finale    | Pt | G | V | N | P | GF | GS | DR |
| -------------------- | -- | - | - | - | - | -- | -- | -- |
| Rep. Ceca            | 9  | 3 | 3 | 0 | 0 | 15 | 7  | +8 |
| Croazia              | 6  | 3 | 2 | 0 | 1 | 10 | 8  | +2 |
| Kazakistan           | 3  | 3 | 1 | 0 | 2 | 13 | 16 | -3 |
| Bosnia ed Erzegovina | 0  | 3 | 0 | 0 | 3 | 9  | 16 | -7 |

### Gruppo F
|          | Risultato |          | Città e data        |
| -------- | --------- | -------- | ------------------- |
| Ungheria | 10 - 2    | Grecia   | Dabas , 20 febbraio |
| Russia   | 4 - 1     | Lituania | Dabas , 20 febbraio |
| Ungheria | 3 - 0     | Lituania | Dabas , 21 febbraio |
| Grecia   | 0 - 8     | Russia   | Dabas , 21 febbraio |
| Lituania | 5 - 1     | Grecia   | Dabas , 23 febbraio |
| Russia   | 5 - 0     | Ungheria | Dabas , 23 febbraio |

| Classifica finale | Pt | G | V | N | P | GF | GS | DR  |
| ----------------- | -- | - | - | - | - | -- | -- | --- |
| Russia            | 9  | 3 | 3 | 0 | 0 | 17 | 1  | +16 |
| Ungheria          | 6  | 3 | 2 | 0 | 1 | 13 | 7  | +6  |
| Lituania          | 3  | 3 | 1 | 0 | 2 | 6  | 8  | -2  |
| Grecia            | 0  | 3 | 0 | 0 | 3 | 3  | 23 | -20 |

### Gruppo G
|          | Risultato |          | Città e data        |
| -------- | --------- | -------- | ------------------- |
| Slovenia | 6 - 2     | Moldavia | Laško , 22 febbraio |
| Belgio   | 1 - 4     | Romania  | Laško , 22 febbraio |
| Slovenia | 4 - 2     | Romania  | Laško , 23 febbraio |
| Belgio   | 3 - 2     | Moldavia | Laško , 23 febbraio |
| Moldavia | 2 - 4     | Romania  | Laško , 25 febbraio |
| Slovenia | 1 - 3     | Belgio   | Laško , 25 febbraio |

| Classifica finale | Pt | G | V | N | P | GF | GS | DR |
| ----------------- | -- | - | - | - | - | -- | -- | -- |
| Romania           | 6  | 3 | 2 | 0 | 1 | 10 | 7  | +3 |
| Slovenia          | 6  | 3 | 2 | 0 | 1 | 11 | 7  | +4 |
| Belgio            | 6  | 3 | 2 | 0 | 1 | 7  | 7  | 0  |
| Moldavia          | 0  | 3 | 0 | 0 | 3 | 6  | 13 | -7 |

## Capocannonieri qualificazioni
- Turno preliminare: Boycho Marev  Bulgaria, Tomas Nemanis  Lituania 6
- Qualificazioni: Serjão  Azerbaigian 5
- Complessivamente: Cihan Özkan  Turchia, Darko Rangotov  Moldavia 8